# 拓跋胡兒
拓跋胡儿（？—468年4月24日），一作胡仁，追尊魏景穆帝拓跋晃之子，生母尉椒房，北魏宗室。

## 生平
和平四年三月乙未（463年4月24日），拓跋胡儿去世，北魏追封乐陵王，赠予征北大将军，谥号康。拓跋胡儿没有儿子，魏献文帝拓跋弘诏令以拓跋胡儿哥哥汝阴王拓跋天赐第二子拓跋永全作为拓跋胡儿的后裔，承袭乐陵王。

## 延伸阅读
[在维基数据编辑]
 《魏書·卷19下》，出自魏收《魏书》
 《北史·卷018》，出自李延壽《北史》